# Ernest Bernea
Ernest Bernea (n. 28 martie 1905, Focșani – d. 14 noiembrie 1990, București) a fost un sociolog, etnograf și filozof român, legionar, unul dintre intelectualii perioadei interbelice.
Aderă în anul 1935 la Mișcarea Legionară. În martie 1939 era întemnițat în lagărul de la Vaslui. În urma semnării unei declarații de desolidarizare de legionari avea să fie eliberat.

## Biografie

### Primii ani, educație
S-a născut la Focșani la data de 28 martie 1905. A copilărit la Brăila, unde și-a făcut studiile primare și liceale. A absolvit Liceul „Nicolae Bălcescu“ din Brăila, ca copil de trupă.
În 1926 se înscrie la Facultatea de Litere (română-franceză) și ulterior, la cea de Filosofie din București (1929), unde contactul cu Nicolae Iorga, Dimitrie Gusti și Nae Ionescu i-a marcat anii tinereții. Ernest Bernea a colaborat cu Nae Ionescu la „Cuvântul”, iar cu Dimitrie Gusti a lucrat în echipele de cercetare etnografică.
Între 1930-1933 primește o bursă pentru studii de specializare în sociologie și istoria religiilor la Paris (cu sociologul Marcel Mauss) și Freiburg (cu filosoful  Martin Heidegger).

### Activitate interbelică
Între 1933-1935 devine secretar al Secției de monografii sociologice la Institutul Social Român și membru al echipelor monografice din cadrul Școlii sociologice românești, întemeiate de Dimitrie Gusti.
Între 1935-1940 este conferențiar la Catedra de antropogeografie a lui Simion Mehedinți, unde a ținut primul curs de etnologie din România.
În 1935 fondează, împreună cu Dumitru C. Amzar, Ion Ionică și I. Samarineanu, revista și colecția editorială „Rânduiala”. Devine director în Ministerul Informațiilor și director de studii în Ministerul de Externe. Revista „Rânduiala”, având o atitudine culturală și politică de extremă-dreaptă, a găzduit personalități ale vremii ca Lucian Blaga, Radu Gyr și Haig Acterian.

### Privare de libertate
Între 1941 și 1954, cu unele perioade de libertate, trece prin lagărele de la Vaslui și Târgu Jiu, prin închisorile de la Brașov, Poarta Alba și Capul Midia și printr-un domiciliu obligatoriu într-un „sat nou“, popular, din Bărăgan.
În 1955 este condamnat de Tribunalul Militar București la zece ani de temniță grea sub acuzații de „filosof existențialist“ (promotor al mișcărilor „de tip naționalist”) și „negare a importanței mișcării muncitorești“ prin accentul pus pe civilizația română sătească. Este eliberat la 1 octombrie 1962, după ispășiri în închisorile Jilava, Văcărești, Aiud și se retrage la Tohanu Vechi, lângă Brașov, unde scrie poezii și eseuri și face unele cercetări etnografice.

### Reabilitare parțială
În 1965, în urma recomandărilor lui Perpessicius, Al. Philippide și Miron Nicolescu și, după ce și-a „revizuit” comportamentul și convingerile, a fost angajat ca cercetător la Institutul de Etnografie și Folclor al Academiei Române, de unde iese la pensie în 1972.
Încearcă în repetate rânduri să-și publice studiile făcute de-a lungul anilor, dar reușește cu greu și în mică măsură, cu prețul autocenzurării textelor. În 1984 este din nou anchetat și maltratat de Securitate și i se confiscă șapte manuscrise.

### Viață personală
În toamna lui 1932, o cunoaște pe Maria Patrichi, gălățeancă, absolventă a Facultății de Litere din București, cu care s-a căsătorit cinci ani mai târziu. Împreună au avut un fiu, Horia (viitorul director general al Muzeului Țăranului Român) și gemenele Ana și Tudora.
A murit la data de 14 noiembrie 1990 în București și a fost înmormântat la mănăstirea Cernica.

## Lucrări
- Riturile, 1932
- Crist și condiția umană, antropologie creștină, 1932
reed. Editura Cartea Românească (ediție revăzută), 1996, 107 pag.
- Stil legionar, Editura Politică și Economie, București, 1937, 29 pag.
- Muzeul românesc de etnografie, București, 1937
- Filosofia la Universitate, Tipografia „Bucovina”, București, 1937
- Cartea Căpitanilor, Tipografia „Bucovina”, București, 1937
- Preludii (eseuri), București, 1937
- Gînd și cîntec (poezii), București, 1939, 94 pag.
- Îndemn la simplitate. Mărturisiri pentru un Om Nou[3], Editura Cugetarea - Georgescu Delafras, București, 1939
ediția a II-a, Colecția „Crucea Albă”, Veneția, 1951
- Moldovă tristă (poeme în proză), Colecția „Rânduiala”, Tipografia „Bucovina - Toroutiu”, București, 1939-1940, 109 pag.
- Pași în singurătate (poeme în proză), 1940
- Gânduri pentru țara nouă, Editura Bucovina, București, 1940, 28 pag.
- Timpul la țăranul român, București, 1941, 75 pag.
- Colina lacrămilor, București, 1943
- Maramureșul - țară românească, București, 1943, 57 pag.
- Firide literare, Colecția „Luceafărul”, București, 1944, 201 pag.
- Civilizația română sătească, Colecția „Țară și neam”, București, 1944, 122 pag.
reed. Editura Vremea (ediție revăzută), 2006, 167 pag.
- Poezii populare în lumina etnografiei, Editura Minerva, București, 1976, 163 pag.
- Cadre ale gândirii populare românești, Editura Cartea Românească, București, 1985, 317 pag.

### Volume postume
- Îndemn la simplitate, Editura Anastasia, București, 1995, 124 pag.
re-editare Editura Vremea (ediție revăzută), 2006, 110 pag.
- Cel ce urcă muntele, Editura Agora, Iași, 1996, 64 pag.
reed. Editura Ars Docendi (ediție revăzută), 2008, 105 pag.
- Spațiu, timp și cauzalitate la poporul român[4], Editura Humanitas, București, 1997, 304 pag.
ediția a II-a (revizuită), 2005, 328 pag.
- Moartea și înmormântarea în Gorjul de Nord, Editura Cartea Românească, București, 1998, 197 pag.
reed. Editura Vremea, 2007, 163 pag.
- Dialectica spiritului modern, Editura Vremea, București, 2007, 112 pag.
- Treptele bucuriei, Editura Vremea, București, 2008, 112 pag.
- Sociologie și etnografie românească - Ordinea spirituală, Editura Vremea, București, 2009, 125 pag.
- Criza lumii moderne[5], Editura Predania, București, 2011, 118 pag.

### Manuscrise
- S-au arătat semne (roman, 1939)
- Arta în lumina stilurilor din cultură (1964)
- Frederic Mistral și spiritul Mediteranei (1964)
- Dante și universul spiritual medieval (1964)
- Popas în grădina neumblată (poeme în proză, 1971)
- Lumini în necunoscut (poeme în proză, 1971)
- Destinul civilizației. I – Dialectica spiritului modern (1974)
- Sociologia – știință concretă și experimentală (1974)
- Legenda trandafirului alb (sau Un om caută pe celălalt, roman, 1975)
- Meditații. Note pentru o filosofie inactuală (1975)
- Cultură și educație. În lumina unui nou stil moral (1976)
- Arta nouă – fenomen de criză (1978)
- Studii de literatură (1978)
- Șapte ”Caiete intime” [6], un soi de jurnal filosofic ținut după ce a fost eliberat din închisoare.